# David Griffin
David Griffin, född 19 juli 1943 i Richmond i London, är en brittisk skådespelare mest känd för sin roll som Emmet Hawksworth i Skenet bedrar.
Han är även känd för sin roll som Sqdn-Ldr Clive Dempster DFC i den brittiska tv-serien Hi-de-Hi! Han har gjort ett antal gästskådespel i tv-serier bl.a. Doctor Who, 'Allå, 'allå, 'emliga armén och Dixon of Dock Green.

## TV-roller
| År        | Serie                        | Karaktär                    |
| --------- | ---------------------------- | --------------------------- |
| 2005      | Julian Fellowes Investigates | Jack Soames                 |
| 1995      | Killing Me Softly            | Domare                      |
| 1991–1995 | Skenet bedrar                | Emmet Hawksworth            |
| 1989      | 'Allå, 'allå, 'emliga armén  | Befälhavare                 |
| 1984–1988 | Hi-de-Hi!                    | Sqdn-Ldr Clive Dempster DFC |